# Stéphane Hascoët
Pour les articles homonymes, voir Hascoët.
Stéphane Hascoët né le 1er avril 1988 est un céiste français pratiquant la course en ligne.

## Palmarès
Championnat de France
2004: 1er sur 500 m, 5000 m et marathon (cadet)
2005: 3e sur 500 m, 1er 5000 m et 2e marathon (junior1)
2006: 1er sur 500 m et 5000 m (junior2)
2007: 4e sur 500 m (senior1)
2008: 4e sur 500 m et 5000 m (senior2)
2009: 3e sur 5000 m et 4e sur 500 m (senior3)
2010: champion de France en biplace
Coupe du monde
2007: Szeged (HUN) 7e C2 1000 m, 5e C4 500
Gerarmer (FRA) 5e C2 1000 m, 2e C4 200 m (senior1)
2008: Szeged (HUN) 14e C1 1000 m et 500 m (senior2)
Championnat d’Europe
2005: Plovdiv (BUL) 9e C4 500 m, 13e C2 1000 m (junior1)
2006: Athènes (GRE) 6e C1 1000 m, 8e C4 500 et 8e C4 1000 m (junior2)
2007: Belgrade (SCG) 4e C2 1000 m (senior1)
2008: Szeged (HUN) 5e C1 1000 m (senior2)
2009: Poznań(POL) 8e C2 1000 m (senior3)
Championnat du monde
2005: Szeged (HUN) 12e C2 1000 m (junior1)
2006: Trémolat (FRA) 1er C1 marathon (junior 2)
2007: Duisburg (GER) 12e C2 1000 m, 17e C2 500 m (senior1)
2009: Crestuma (POR) 3e en C1(-23 ans) et C2 marathon